# フラワーパラダイス
フラワーパラダイス（Flower Paradise）は、北海道北見市にある公園（緑地）。

## 概要
北見市郊外の山にあり、面積およそ28ヘクタールの山一面に約85種、35,000本の草花や樹木が季節によって咲き乱れる。入園無料となっており、公園内はマイカーでの乗り入れ（一方通行）やペットの入園も許可されている。展望台が3カ所あり、その内第1展望台からは北見市街を一望でき東屋や三角点、記念碑がある。

## 沿革
フラワーパラダイスは、北見で種苗店を営んでいた大西米吉が私財を投じて造成開始からおよそ6年の歳月をかけて1973年（昭和48年）に開いた花園であり、当時はオホーツク花観光の先駆けとなっていた。その後、施設の老朽化や花観光施設の増加によりフラワーパラダイスの入園者は減少の一途を辿り、1990年（平成2年）には大西米吉が他界するなど会社事業としての継続が困難となった。そこで、1991年（平成3年）に北見振興公社がフラワーパラダイスを買収して事業を継続。2002年（平成14年）からは北見市が市の公園として管理し、無料開放することにした。2003年（平成15年）にはボランティア団体「フラパラ市民の会」が発足し、指定管理者とともに「北見フラワーパラダイスの整備と充実した花園」をテーマに活動を行っている。

## 主な花木の見ごろ
- 5月
  - 水仙、クロッカス、エゾヤマザクラ（オオヤマザクラ）、ツツジ類、レンギョウ、ユキヤナギ、モクレン、ボケ
- 6月
  - ハマナス、牡丹、シャクヤク、ライラック、コデマリ、フランス菊、ルピナス
- 7月
  - バラ、スイレン、フロックス、ベニウツギ（ハコネウツギ）、ハナショウブ、ツルバラ、ホリホック（タチアオイ）、ヒメヒマワリ
- 8月
  - キキョウ、ダリア、ムクゲ、アジサイ、コスモス、グラジオラス
- 9月
  - 菊、ベンケイソウ、下旬から10月は紅葉。

## 参考資料
- “北見市都市公園条例”. 北見市例規集.   北見市 (2014年). 2015年6月16日閲覧。
- “北見市都市公園管理規則”. 北見市例規集.   北見市 (2014年). 2015年6月16日閲覧。
- “北見市都市公園一覧”. 北見市例規集.   北見市 (2014年). 2015年6月16日閲覧。
- “北見市観光テキスト”.   北見市観光協会連絡協議会・北見観光協会 (2014年). 2015年6月21日閲覧。